# Végvár (település)
Végvár (románul: Tormac, németül Rittberg) település Romániában, Temes megyében.

## Fekvése
Temesvártól délkeletre, Temesberény, Gertenyes és Sósd közt fekvő település.

## Története
Végvár  nevét 1806-ban említették először Rittberg (Tormák) néven.
1910-ben 2884 lakosából 2659 magyar, 131 német, 72 román volt. Ebből 495 római katolikus, 2108 református, 143 görögkeleti ortodox volt.
A trianoni békeszerződés előtt Temes vármegye Buziásfürdői járásához tartozott.
Ma községközpont, két település: Kádár és Sebed tartozik hozzá.

## Ismert emberek
- Itt született, alkotott és hunyt el Zöld Mihály (1880-1931) költő, református lelkész, egyházi író.
- Itt született, alkotott és hunyt el Zöld Zoltán (1898-1962) zeneszerző, szövegíró.